# シラネヒゴタイ
シラネヒゴタイ（白嶺平江帯、学名：Saussurea kaialpina）は、キク科トウヒレン属の多年草。

## 特徴
茎は直立し、高さは4-11cmになり、茎に狭い翼があり、ふつう分枝しない。根出葉は花時にも多数存在する。根出葉の葉身は草質、三角状で、長さ3-3.5cm、幅2-2.5cm、先は尾状に伸び、基部は心形になり、縁は波状縁で不規則に湾入する。葉の表面は無毛で、裏面には褐色の多細胞毛が生え、白色のくも毛がある。葉柄は長さ2-5cmになり、翼がある。
花期は8-9月。頭状花序は茎先に1個つくか、まれに2-3個つき、頭花の径は約15mm、頭花の基部に線形の苞葉がある。総苞は全体が黒紫色または総苞片の上半分が黒紫色、長さ15mm、径10-15mmになる鐘形で、くも毛がある。総苞片は5-6列あり、圧着し、総苞外片は広卵形で、総苞内片の半分の長さの約5mmになり、先端は尾状に伸びる。頭花は筒状花のみからなり、花冠の長さは10mm、色は紅紫色になる。果実は長さ4mmになる痩果。冠毛は2輪生で、落ちやすい外輪は長さ2-3mm、花後にも残る内輪は長さ9-10mmになる。

## 分布と生育環境
日本固有種。本州中部地方の南アルプス、八ヶ岳に分布し、高山の風衝地、岩礫地に生育する。

## 名前の由来
和名シラネヒゴタイは、「白嶺平江帯」「白峯平江帯」の意で、タイプ標本の採集地が山梨県の白峰三山であることに由来する。植物学者中井猛之進による命名である。
種小名（種形容語）kaialpina は、「甲斐（山梨県）の高山生の」の意味。

## 分類
シラネヒゴタイの分類については各説があり、独立の種とするもの、ヤハズヒゴタイを基本種とする変種または品種とするもの、また、タカネヒゴタイと同一の種とする見解もある。ここでは、門田裕一 (2017)の平凡社刊『改訂新版 日本の野生植物 5』「キク科トウヒレン属」に従い、独立の種として扱う。
門田裕一 (2017)は、『改訂新版 日本の野生植物 5』「キク科トウヒレン属」において、ヤハズヒゴタイ Saussurea triptera、タカネヒゴタイ S. kaimontana、シラネヒゴタイ S. kaialpina およびタンザワヒゴタイ S. hisauchii をそれぞれ独立した種として扱っている。しかし、北村四郎 (1935) は、「この中の或るものは可成り形態的な差異があり、若し中間型がないならば當然種として區別すべきであるが、其の産地を充分歩き又は各地の澤山な標品を取り扱ふと、これ等多數の小群を合一して一つの種と考へる方がよいのではあるまいか」として、タカネヒゴタイ、シラネヒゴタイ、タンザワヒゴタイをヤハズヒゴタイを基本種とする変種として扱った。また、大井次三郎 (1953) は、それぞれをヤハズヒゴタイを基本種とする、変種より下のランクの品種として扱った。さらに、タカネヒゴタイとシラネヒゴタイは、はっきり区別することができず同一のものであるという考え方があり、北村四郎 (1981) は、平凡社旧刊の『日本の野生植物 草本III合弁花類』「キク科トウヒレン属」において、同一のものとして扱った。

## ギャラリー

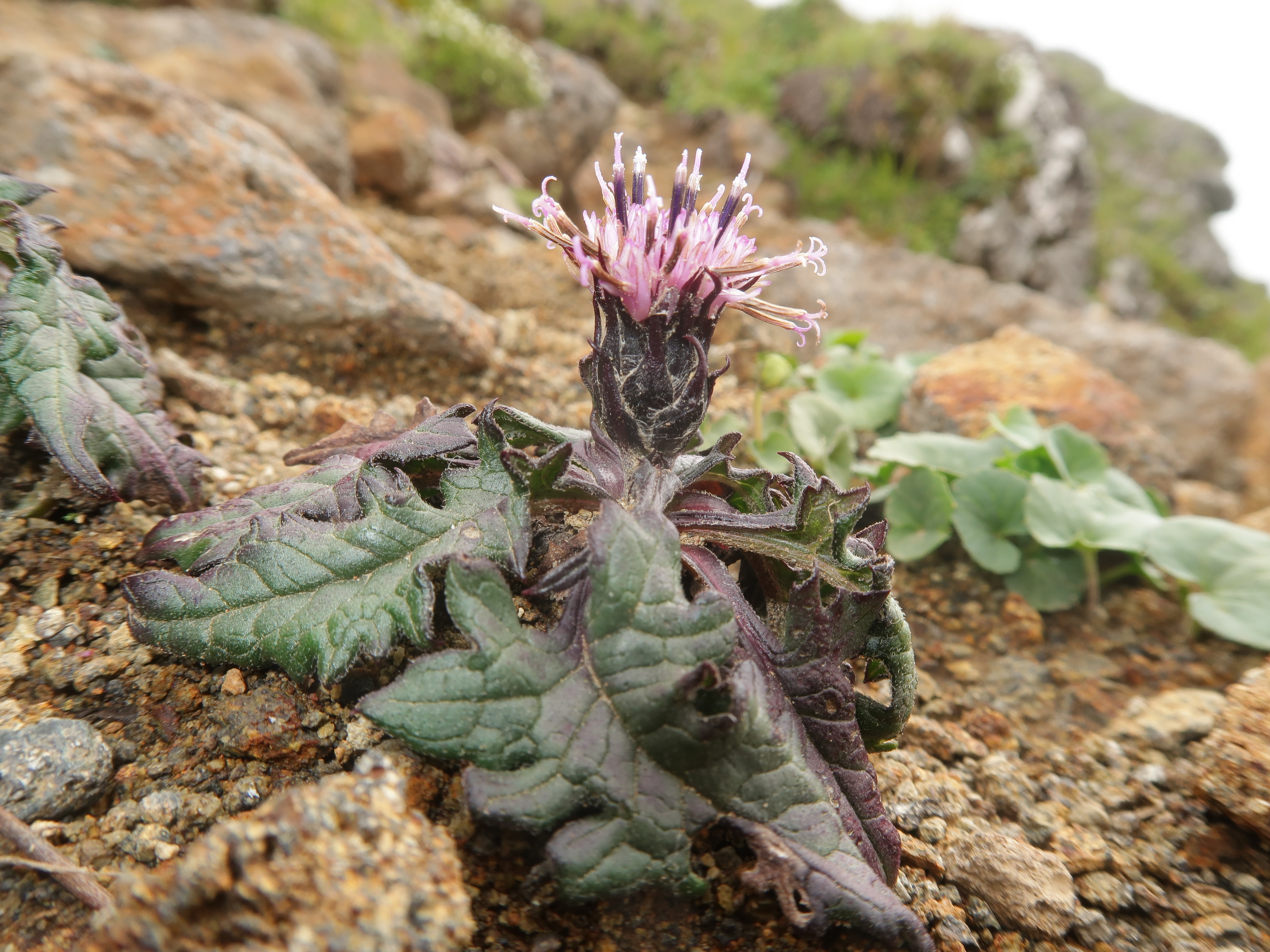
総苞は黒紫色、鐘形でくも毛がある。総苞片は5-6列あり、圧着し、先端は尾状に伸びる。
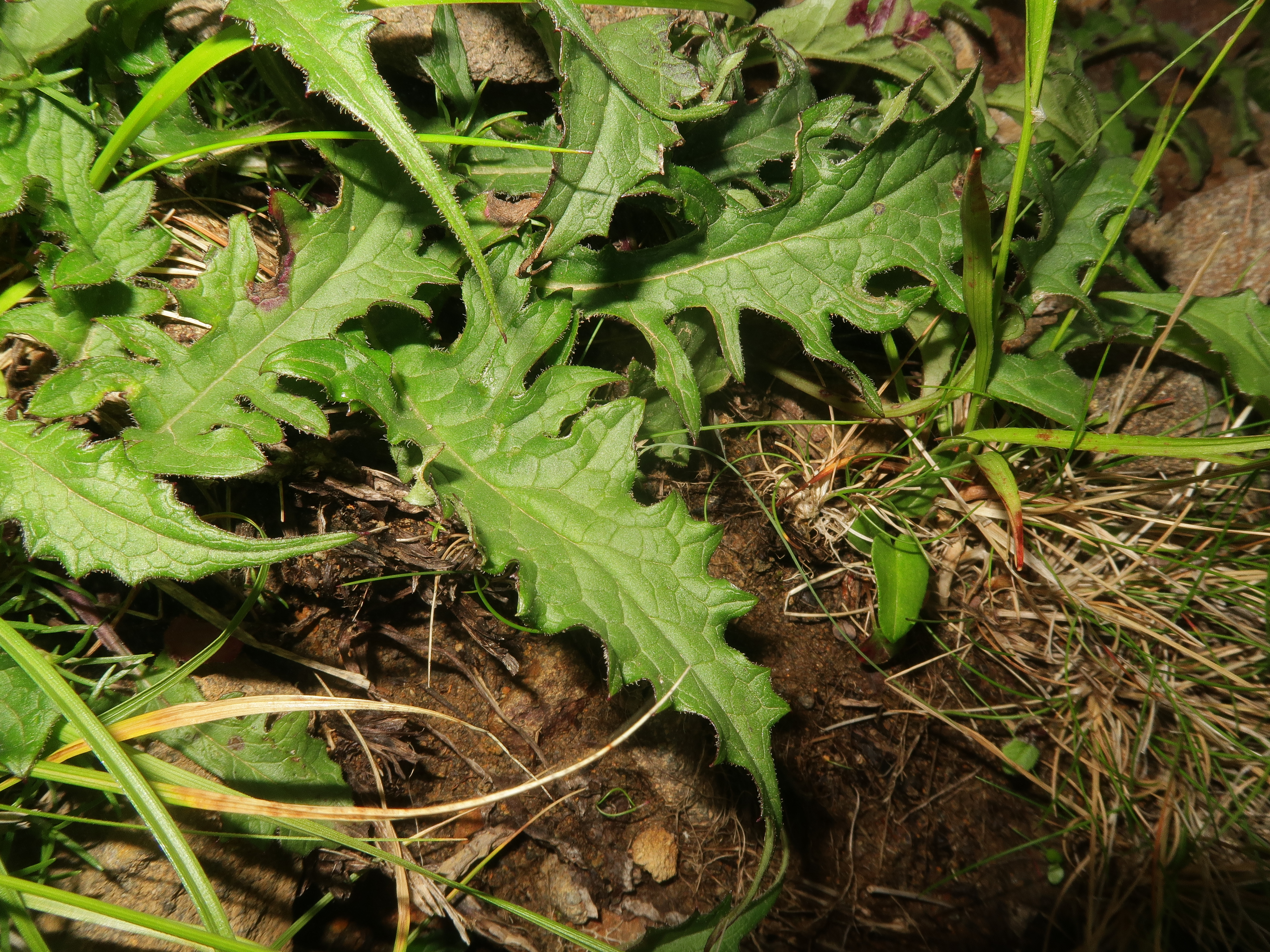
根出葉の葉身は草質で三角状、先は尾状に伸び、基部は心形になり、縁は波状縁で不規則に湾入する。
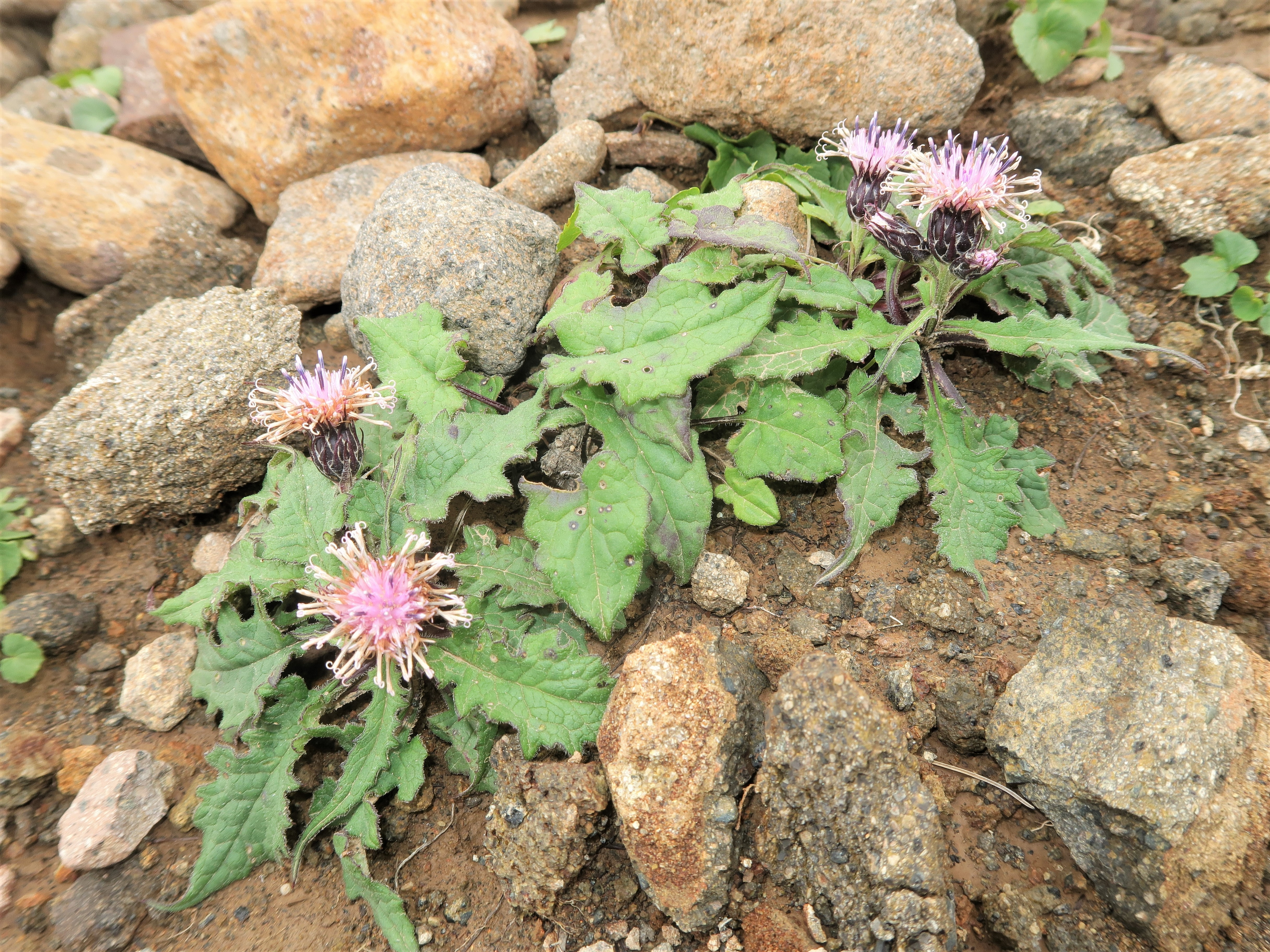
根出葉は花時にも多数存在する。頭花は2-3個つくことがある。頭花の基部に線形の苞葉がある。